# Galaxie irrégulière

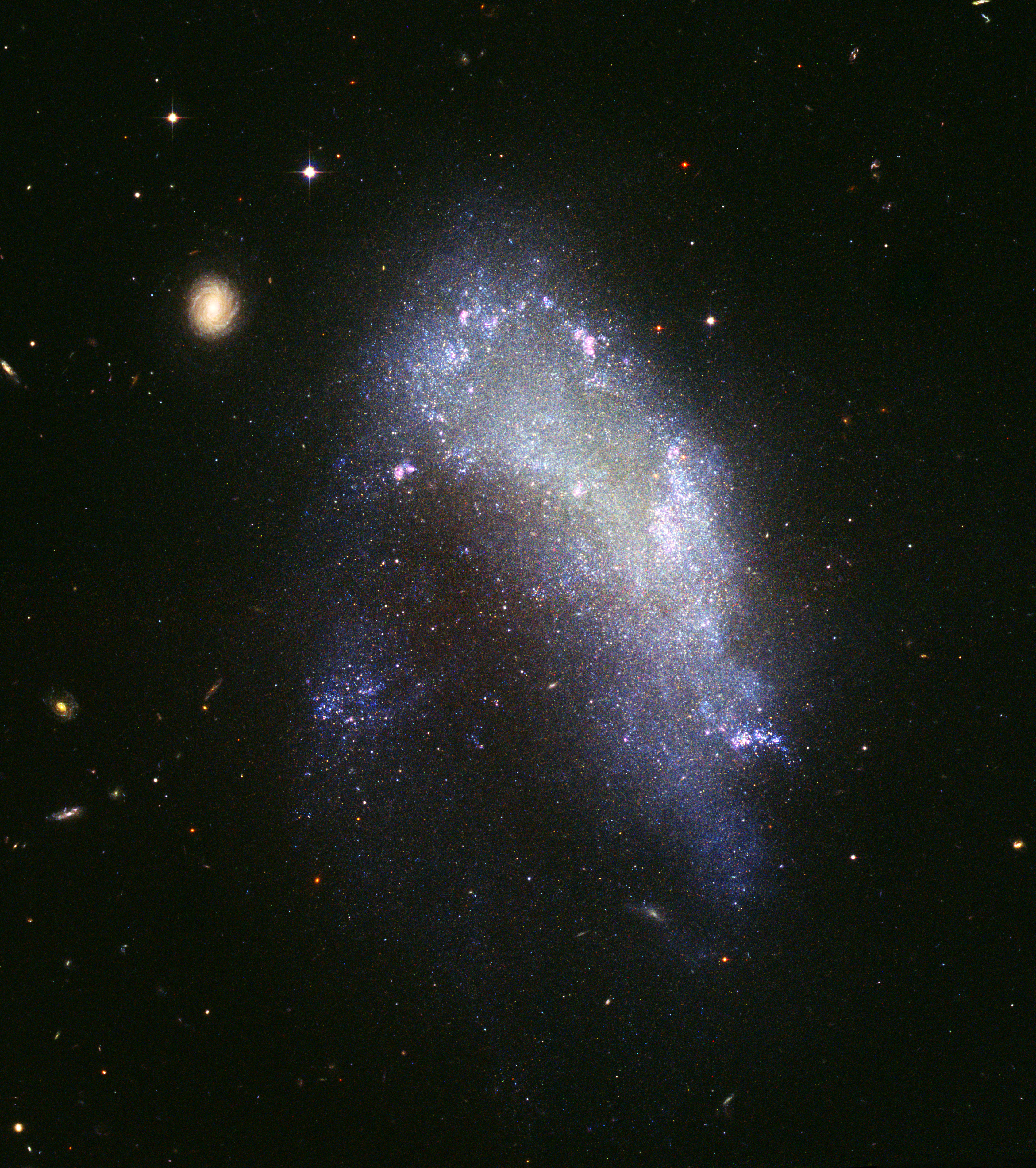
NGC 1427A, une galaxie irrégulière située à 52 millions d'années-lumière de la Voie Lactée

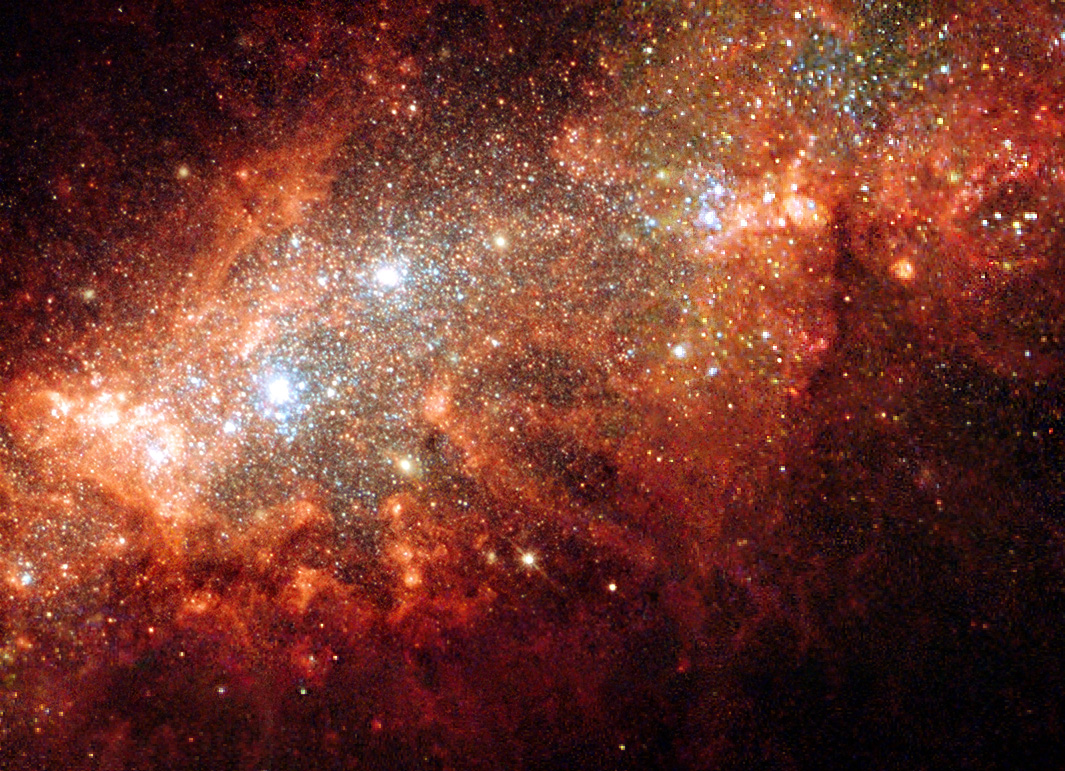
La galaxie naine irrégulière NGC 1569.

Une galaxie irrégulière est une galaxie qui ne montre aucune structure régulière ou discernable et qui pour cette raison est classée à part dans la classification de Hubble des galaxies. La plupart des galaxies irrégulières sont des galaxies naines (elles contiennent de 10 millions à un milliard d'étoiles). Leur luminosité n'est pas affectée par leur forme irrégulière car elles sont souvent riches en jeunes étoiles brillantes, mais leur petite taille les rend difficiles à détecter, c'est pourquoi on ne détecte que celles plutôt proches de la Terre. Elles orbitent souvent autour de galaxies plus grosses (galaxies spirales) qui créent des ondes de compression (dues à la gravitation) qui traversent les nébuleuses et y déclenchent des formations d'étoiles très rapides. Elles auraient été très nombreuses jadis dans l'univers, mais leur nombre aurait décru à la suite de collisions (elles constitueraient 10 % des galaxies).
Elles ne possèdent donc aucune caractéristique des galaxies spirales ou des galaxies elliptiques.
Les galaxies irrégulières sont généralement assez riches en gaz et poussières interstellaires (nébuleuse) et en étoiles jeunes (étoiles de population I).
Certaines galaxies ont été classifiées en tant que galaxies irrégulières, mais ont été depuis reclassées en tant que « SBm » (certaines galaxies spirales barrées). C'est le type des galaxies magellaniques, c'est-à-dire qui ressemblent aux Nuages de Magellan.

## Causes de l'irrégularité
- L'irrégularité peut résulter de plusieurs phénomènes, parmi lesquels la fusion de galaxies de tailles semblables ou la déformation sous l'effet de l'influence gravitationnelle d'une voisine plus massive (cas des Nuages de Magellan)
- Lorsqu'une galaxie a une masse trop faible, la spirale se défait jusqu'à former une galaxie irrégulière.
- Leur formation peut être due à une collision entre deux galaxies massives. La collision éjecte des étoiles hors de la galaxie. À la fin, il reste la galaxie irrégulière et une longue queue due à la collision.
- Une forte activité interne (noyau)

## Classement
La classification de Hubble reconnaît deux types de galaxies irrégulières : Irr I et Irr II.
- Les galaxies Irr I possèdent quelques structures mais pas assez pour les classer clairement parmi les autres classes. Elles ont un aspect irrégulier mais la répartition des gaz est régulière à l'intérieur. Elles sont considérées comme des galaxies spirales n'ayant pas réussi à finir leur formation (exemple : grand nuage de Magellan). Certaines sont classées Im, c'est-à-dire de type magellanique. Elles présentent un début de bras.

- Les galaxies Irr II ne présentent aucune structure permettant de les classer. Leur irrégularité se fait à tous les niveaux : visuel et répartition de matière. Ces irrégularités peuvent venir d'une collision entre galaxies ou d'une forte activité interne.